# Kadathur
Kadathur es una ciudad y nagar Panchayat situada en el distrito de Dharmapuri en el estado de Tamil Nadu (India). Su población es de 11382 habitantes (2011). Se encuentra a 20 km de Dharmapuri.

## Demografía
Según el censo de 2011 la población de Kadathur era de 11382 habitantes, de los cuales 5789 eran hombres y 5593 eran mujeres. Kadathur tiene una tasa media de alfabetización del 78,50%, inferior a la media estatal del 80,09%: la alfabetización masculina es del 86,06%, y la alfabetización femenina del 70,71%.